# Falloria ainsliei
Falloria ainsliei är en mångfotingart som först beskrevs av Chamberlin 1921.  Falloria ainsliei ingår i släktet Falloria och familjen Xystodesmidae. Inga underarter finns listade i Catalogue of Life.